# Humenné
 Ovo je glavno značenje pojma Humenné. Za druga značenja pogledajte Okrug Humenné.
Humenné (mađ: Homonna, njem: Homenau) je grad u Prešovskom kraju u sjeveroistočnoj Slovačkoj. Upravno je središte Okruga Humenné. 

## Povijest
Grad se prvi put spominje u dokumentima iz 1317. kao Homonna. Veliku ulogu u povijesti grada imala je plemićka obitelj Drugeths koja je bila vlasnik grada od 1320. do 1684. Obitelj je bila veliki zemljoposjednik s više od 300 naselja.
Tijekom Prvog svjetskog rata grad su u borbama na Karpatima (1914./1915.) bili nakratko okupirali ruski vojnici.

## Stanovništvo
| Godina:     | 1993.  | 2003.   | 2013.   | 2023.    |
| ----------- | ------ | ------- | ------- | -------- |
| Broj ljudi: | 35 842 | 35 043  | 34 455  | 30 006   |
| Razlika:    |        | -2,22 % | -1,67 % | -12,91 % |

| Godina:     | 2022.  | 2023.   |
| ----------- | ------ | ------- |
| Broj ljudi: | 30 450 | 30 006  |
| Razlika:    |        | -1,45 % |

Po popisu stanivništva iz 2001. godine grad je imao 35.157 stanovnika.
- Slovaci 89,00%
- Rusini 4,84%
- Romi 3,27%
- Ukrajinci 2,11%
- Česi 0,77%

Prema vjeroispovijesti najviše je rimokatolika 57,91%, grkokatolika 23,00%, ateista 8,69%, pravoslavaca 5,91% i luterana 0,98%.

## Gradovi prijatelji
- Jarosław, Poljska (od 2005)[7]
- Mátészalka, Mađarska
- Perechyn, Ukrajina
- Sanok,  Poljska
- Šibenik
- Třebíč, Češka

## Vanjske poveznice
- Službena stranica grada

### Ostali projekti
|  | Zajednički poslužitelj ima još gradiva o temi Humenné |